# オーバー・フェンス
『オーバー・フェンス』は、佐藤泰志の小説『黄金の服』に収められている短編作品、およびその映画化作品。
『文學界』1985年5月号に初掲載。1981年発表の『撃つ夏』、1983年発表の『黄金の服』を合わせて1冊の短篇集『黄金の服』として1991年に書籍化されている。

## あらすじ
大工を目指していた健一は育児になやむ妻を実家に預け離婚届を提出したのを機に故郷函館に戻る。職業安定所からの紹介により職業訓練校に通うことになり、訓練校の同級生の代島の紹介で花屋の娘に生まれた22歳の女さとしと出会い、距離を縮めて行くが頻繁に訪ねて来る妹と義弟にさとしのことをどう説明すべきか悩み、別れた妻と子どものことも忘れきれないでいる。健一はそんな悩みの日々などと平行し訓練校の科目対抗ソフトボール大会で4番打者になることを希望したが3番打者を任される。試合では、健一が外野のフェンスの先に見た、自分自身の越えなければならないものの象徴「幻のフェンス」に向かい、力を込めてバットを振り抜くのであった。

## 書籍情報
- 単行本『黄金の服』（1989年9月 河出書房新社） ISBN 978-4309005829
- 文庫本『黄金の服』（2011年5月10日 小学館）ISBN 978-4094086119

## 映画
同名タイトルの映画が、2016年9月17日に公開された。同様に映画化された佐藤の作品『海炭市叙景』『そこのみにて光輝く』に続く「函館3部作」の最終章と位置付けられている。

### キャスト
- 白岩義男 - オダギリジョー[2]
- 田村聡 - 蒼井優[3]
- 代島和久 - 松田翔太[3]
- 森由人 - 満島真之介[2]
- 原浩一郎 - 北村有起哉[2]
- 島田晃 - 松澤匠
- 勝間田憲一 - 鈴木常吉
- 尾形洋子 - 優香[2]
- 洋子の父 - 塚本晋也（声のみの出演）[4]
- 原奈々子 - 安藤玉恵
- 原大河 - 中野遥斗
- 藤田道夫 - 吉岡睦雄
- 広田 - 林田隆志
- 青山教官 - 中野英樹
- 子供A - 長部啓
- 子供B - 長部ことね
- 少年（子役）- 堺結世

### スタッフ
- 原作：佐藤泰志「オーバー・フェンス」（「黄金の服」所収 小学館）
- 監督：山下敦弘
- 脚本：高田亮
- 音楽：田中拓人
- 撮影：近藤龍人
- アクションコーディネーター：カラサワイサオ
- VFX・ラボ：IMAGICA
- 撮影協力：函館市、はこだてフィルムコミッション ほか
- 特別協賛：北海道新聞社
- プロデューサー：星野秀樹
- アソシエイトプロデューサー：吉岡宏城、佐治幸宏、米窪信弥
- エグゼクティブプロデューサー：麻生英輔
- 企画：菅原和博
- 製作統括：小玉滋彦、余田光隆
- 製作者：永田守
  - 共同製作者：衣笠幸雄、太田和宏、入江清彦、坂東浩二、下田淳行、小佐野保
- 配給：東京テアトル、函館シネマアイリス（北海道地区）
- 制作プロダクション：ツインズジャパン
- 製作：「オーバー・フェンス」製作委員会（TCエンタテインメント、TBSサービス、アイリス、東京テアトル、巖本金属、TBSラジオ[注釈 1]、NTTぷらら、ツインズジャパン、ギークピクチュアズ）

## 受賞
- 第8回TAMA映画賞（2016年）[5]
  - 最優秀作品賞
  - 最優秀主演男優賞（オダギリジョー、『FOUJITA』と合わせて）
  - 最優秀主演女優賞（蒼井優、『岸辺の旅』『家族はつらいよ』と合わせて）
- 第90回キネマ旬報ベスト・テン（2017年）[6]
  - 日本映画ベスト・テン 第9位